# Lara Dutta
Pour les articles homonymes, voir Dutta.
Lara Dutta est une actrice indienne, née le 16 avril 1978 à Ghaziabad (Inde) d'un père indien et d'une mère écossaise. Son accession au titre de Miss Univers 2000 a lancé sa carrière.

## Carrière
Lara Dutta est mannequin pour des défilés de mode et des magazines depuis plusieurs années lorsqu'elle devient successivement Miss Inde puis Miss Univers en 2000. La même année, Priyanka Chopra et Diya Mirza, ses deux dauphines à Miss Inde, sont respectivement couronnées Miss Monde et Miss Asie-Pacifique.
Lara Dutta décline plusieurs propositions, notamment celle de Andy et Larry Wachowski qui lui proposent un rôle dans Matrix Reloaded et Matrix Revolutions - le scénario ne lui convient pas - avant de faire ses débuts cinématographiques aux côtés de Akshay Kumar et Priyanka Chopra dans Andaaz. Pour sa prestation dans ce film, elle partage avec Priyanka Chopra le Filmfare Award du meilleur espoir féminin.
Lara Dutta qui se définit elle-même comme une fille ordinaire du Punjab, fidèle aux valeurs traditionnelles de l'Inde, crève l'écran dans Khakee lorsqu'elle exécute une chorégraphie particulièrement suggestive pour la chanson « Aisa Jadoo ». Elaan, Jurm et Kaal, même s'ils ne sont pas d'immenses succès, permettent à l'actrice d'affirmer un peu plus son talent. Dans No Entry, sorti en 2005, elle aborde avec bonheur son premier rôle comique.

## Filmographie
- 2003 : Andaaz de Raj Kanwar
- 2003 : Mumbai Se Aaya Mera Dost d'Apoorva Lakhia
- 2004 : Khakee de Rajkumar Santoshi - apparition (Chanson « Aisa Jadoo »)
- 2004 : Masti d'Indra Kumar
- 2004 : Bardaasht d'E. Nivas
- 2004 : Aan: Men at Work de Madhur Bhandarkar
- 2005 : Insaan de K. Subhash
- 2005 : Elaan de Vikram Bhatt
- 2005 : Jurm de Vikram Bhatt
- 2005 : Kaal de Soham Shah
- 2005 : No Entry d'Anees Bazmee
- 2005 : Ek Ajnabee d'Apoorva Lakhia
- 2005 : Zinda de Sanjay Gupta
- 2005 : Dosti: Friends Forever de Suneel Darshan
- 2006 : Fanaa de Kunal Kohli - Participation exceptionnelle
- 2006 : Alag d'Ashu Trikha - Participation exceptionnelle
- 2006 : Bhagam Bhag de Priyadarshan
- 2007 : Jhoom Barabar Jhoom de Shaad Ali
- 2007 : Partner de David Dhawan
- 2008 : Rab Ne Bana Di Jodi de Aditya Chopra - Participation exceptionnelle
- 2009 : Billu de Priyadarshan
- 2010 : Housefull  de Sajid Khan
- 2011 : Don 2 de Farhan Akhtar
- 2019 : Beecham House : Begum Samru

## Récompenses
- Filmfare Awards
  - 2004 : Meilleur espoir féminin pour Andaaz

- Autres
  - 1997 : Miss Intercontinental
  - 2000 : Miss Univers
  - 2000 : Miss Inde